# Тарасо-Шевченківка
Тара́со-Шевче́нківка — село в Україні, в Чумаківській сільській громаді Дніпровського району Дніпропетровської області. Населення за переписом 2001 року становить 499 осіб.

## Географія
Село Тарасо-Шевченківка знаходиться на лівому березі річки Чаплинка, вище за течією на відстані 4 км розташоване село Тарасівка, нижче за течією примикає село Любомирівка, на протилежному березі — село Шевченківка. По селу протікає висихний струмок з загатою.

## Історія
Село утворене 31 січня 1996 року виділенням лівобережжя Чаплинки з села Шевченківки того ж району.

## Населення

### Мова
Розподіл населення за рідною мовою за даними перепису 2001 року:
| Мова            | Кількість | Відсоток |
| --------------- | --------- | -------- |
| українська      | 471       | 97.28%   |
| російська       | 23        | 1.72%    |
| білоруська      | 2         | 0.40%    |
| румунська       | 2         | 0.40%    |
| інші/не вказали | 1         | 0.20%    |
| Усього          | 499       | 100%     |

## Економіка
- «Шевченко», АФ.

## Об'єкти соціальної сфери
- Клуб.
- Фельдшерсько-акушерський пункт.